# Banda Api
Banda Api (también en indonesio: Pulau Gunung Api Banda) es una pequeña isla y un volcán activo en el mar de Banda, que se ha explorados desde la época colonial cuando el Imperio portugués y del Reino de los Países Bajos compitieron en el área por el comercio de especias. 
Una caldera de 7 kilómetros de ancho y sumergida en su mayoría se encuentra en la esquina noroeste del volcán.